# 韦兹利斯
韦兹利斯（法語：Vézelise，法語發音：[vez(ə)liz]）是法国默尔特-摩泽尔省的一个市镇，位于该省南部，属于南锡区。

## 地理
韦兹利斯（48°29'13"N, 6°5'16"E）面积5.35 平方千米，位于法国大東部大區默尔特-摩泽尔省，该省份为法国东北部内陆省份，是洛林的一部分，北邻比利时、卢森堡，北起顺时针与摩泽尔省、下莱茵省、孚日省和默兹省接壤。
与韦兹利斯接壤的市镇（或旧市镇、城区）包括：阿姆维尔、乌德勒维尔、奥涅维尔、奥梅尔蒙、克维永库尔、唐通维尔、弗龙库尔。
韦兹利斯的时区为UTC+01:00、UTC+02:00（夏令时）。

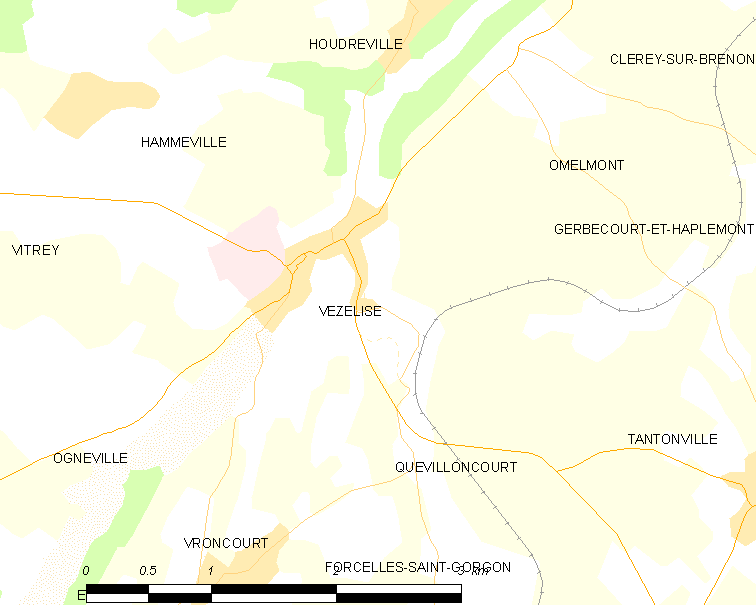
韦兹利斯的OSM定位图

## 行政
韦兹利斯的邮政编码为54330，INSEE市镇编码为54563。

## 政治
韦兹利斯所属的省级选区为梅讷欧桑图瓦县。

## 人口

1962-2008年间韦兹利斯人口变化图示

韦兹利斯于2022年1月1日时的人口数量为1354人。